# Рейце, Давид
Давид Говард Рейце (род. 6 января 1961 года) — американский физик-лазерщик, профессор физики в Университете Флориды, научный представитель эксперимента Лазерно-интерферометрической гравитационно-волновой обсерватории (LIGO) в 2007—2011 годах. В августе 2011 года взял академический отпуск в Университете Флориды, чтобы стать исполнительным директором LIGO, находящегося в Калифорнийском технологическом институте в Пасадене, штат Калифорния. Он получил степень бакалавра в 1983 году в Северо-Западном университете, докторскую степень по физике в Техасском университете в Остине в 1990 году, а также работал в Bell Communications Research и Ливерморской национальной лаборатории, прежде чем занять должность преподавателя в Университете Флориды. Он является членом Американского физического общества, Оптического общества и Американской ассоциации содействия развитию науки. 
Будучи экспертом в области сверхбыстрой оптики и лазерной спектроскопии, в настоящее время он специализируется на лазерном интерферометрическом обнаружении гравитационных волн, что включает в себя разработку новых интерферометрических топологий для детекторов гравитационных волн следующего поколения, исследования тепловых нагрузок в пассивных и активных оптических элементах, разработку оптических компонентов высокой мощности, а также проектирование, строительство и эксплуатацию интерферометров LIGO.
В качестве директора лаборатории LIGO одним из его основных направлений было планирование предлагаемого расширения сети детекторов LIGO, чтобы включить в неё детектор в Индии. 
В феврале 2016 года он, как исполнительный директор LIGO, объявил, что первое наблюдение прямой гравитационной волны произошло 14 сентября 2015 года Научным сотрудничеством LIGO и коллаборацией Virgo с использованием детекторов LIGO в Хэнфорде, штат Вашингтон, и Ливингстоне, штат Луизиана. Другими физиками LIGO, присутствовавшими на объявлении, были Габриэла Гонсалес, Райнер Вайсс, Кип Торн и Франс А. Кордова из NSF.
В 2017 году Рейце, наряду с другими бывшими и нынешними представителями научного сотрудничества LIGO, был удостоен премии Национальной академии наук за научные открытия.
В 2019 году Рейце вместе с Питером Солсоном и Хартмутом Гроте был редактором монографии о текущем состоянии детекторов гравитационных волн и их будущих модернизациях.  В книге обсуждаются интерферометры LIGO и Virgo.